# 12. Golden Globe-gála
A 12. Golden Globe-gálára 1955. február 24-én került sor, az 1954-ben mozikba került amerikai filmeket díjazó rendezvényt a los angelesi Hollywood Roosevelt Hotelben tartották meg.
A 12. Golden Globe-gálán Jean Hersholt vehette át a Cecil B. DeMille-életműdíjat.

## Filmes díjak
A nyertesek félkövérrel jelölve.
| Legjobb filmes díjak | Legjobb filmes díjak                                                               |
| Legjobb filmdráma | Legjobb vígjáték vagy zenés film                                                   |
| --- | ---------------------------------------------------------------------------------- |
| - A rakparton | - Carmen Jones                                                                     |
| Legjobb filmes alakítások (filmdráma) |                                                                                    |
| Színész | Színésznő                                                                          |
| - Marlon Brando – A rakparton | - Grace Kelly – Vidéki lány                                                        |
| Legjobb filmes alakítások (vígjáték vagy zenés film)                                                                                                |                                                                                    |
| Színész | Színésznő                                                                          |
| - James Mason – Csillag születik | - Judy Garland – Csillag születik                                                  |
| Legjobb mellékszereplők (filmdráma, vígjáték vagy zenés film)                                                                                       |                                                                                    |
| Színész | Színésznő                                                                          |
| - Edmond O'Brien – Mezítlábas grófnő | - Jan Sterling – A gőgös                                                           |
| Az év felfedezettje |                                                                                    |
| Színész | Színésznő                                                                          |
| - Joe Adams – Carmen Jones - George Nader – Az apacsok lázadása - Jeff Richards – Hét menyasszony hét fivérnek                                      | - Shirley MacLaine – Bajok Harryvel - Kim Novak – A válás - Karen Sharpe – A gőgös |
| Egyéb |                                                                                    |
| Legjobb rendező | Legjobb forgatókönyv                                                               |
| - Elia Kazan – A rakparton | - Ernest Lehman – Sabrina                                                          |
| Legjobb operatőr - színészfilm | Legjobb operatőr - fekete-fehér film                                               |
| - Joseph Ruttenberg – Brigadoon titka | - Boris Kaufman – A rakparton                                                      |
| Legjobb idegen nyelvű film | Legjobb film a nemzeti összefogásban                                               |
| - Különös kirándulás – Egyesült királyság - La mujer de las camelias – Argentína - Weg ohne Umkehr – Nyugat-Németország - Nijûshi no hitomi – Japán | - A kettétört lándzsa                                                              |
| Henriatta-díj |                                                                                    |
| - Gregory Peck - Audrey Hepburn |                                                                                    |

## Különdíjak

### Cecil B. DeMille-életműdíj
A Cecil B. DeMille-életműdíjat Jean Hersholt vehette át.

### Különleges díj
- Walt Disney

### Becsületdíj
- John Ford
- Herbert Kalmus
- Dimitri Tiomkin

## Fordítás
Ez a szócikk részben vagy egészben  a(z)   12th Golden Globe Awards című angol Wikipédia-szócikk fordításán alapul.  Az eredeti cikk szerkesztőit annak laptörténete sorolja fel. Ez a jelzés csupán a megfogalmazás eredetét és a szerzői jogokat jelzi, nem szolgál a cikkben szereplő információk forrásmegjelöléseként.